# Liga de Finlandia de balonmano
SM-Liiga (Liga de Balonmano de Finlandia) es la máxima competición a nivel clubes de balonmano de Finlandia (regulado por la EHF). Esta comprende una temporada regular realizada entre los diez equipos afiliados; los primeros seis equipos clasifican para los play-offs, mientras que los últimos dos competirán por no descender.
El BK-46 Karis es el club más laureado de la competición con 20 títulos.

## Palmarés de la SM-liiga
| - 1944: TPS Turku - 1945: HIFK - 1946: Union Helsinki - 1950: Union Helsinki (2) - 1951: HIFK (2) - 1952: Karhun Pojat - 1953: Union Helsinki (3) - 1954: Karhun Pojat (2) - 1955: Union Helsinki (4) - 1956: Karhun Pojat (3) - 1957: Union Helsinki (5) - 1958: Union Helsinki (6) - 1959: Union Helsinki (7) - 1960: Union Helsinki (8) - 1961: Arsenal Helsinki - 1962: Arsenal Helsinki (2) - 1963: Arsenal Helsinki (3) - 1964: Union Helsinki (9) | - 1965: HIFK (3) - 1966: HIFK (4) - 1967: UK-51 Helsinki - 1968: BK-46 Karis - 1969: UK-51 Helsinki (2) - 1970: UK-51 Helsinki (3) - 1971: UK-51 Helsinki (4) - 1972: HIFK (5) - 1973: HIFK (6) - 1974: HIFK (7) - 1975: Sparta Helsinki - 1976: Sparta Helsinki (2) - 1977: Sparta Helsinki (3) - 1978: HC Kiffen - 1979: BK-46 Karis (2) - 1980: BK-46 Karis (3) - 1981: Sjundea IF - 1982: Sjundea IF (2) | - 1983: BK-46 Karis (4) - 1984: BK-46 Karis (5) - 1985: BK-46 Karis (6) - 1986: BK-46 Karis (7) - 1987: BK-46 Karis (8) - 1988: BK-46 Karis (9) - 1989: BK-46 Karis (10) - 1990: Sjundea IF (3) - 1991: BK-46 Karis (11) - 1992: BK-46 Karis (12) - 1993: Dicken - 1994: BK-46 Karis (13) - 1995: BK-46 Karis (14) - 1996: BK-46 Karis (15) - 1997: BK-46 Karis (16) - 1998: BK-46 Karis (17) - 1999: GrIFK - 2000: HC Dennis | - 2001: HC Dennis (2) - 2002: BK-46 Karis (18) - 2003: BK-46 Karis (19) - 2004: HC Dennis (3) - 2005: Sjundea IF (4) - 2006: BK-46 Karis (20) - 2007: Riihimäki Cocks - 2008: Riihimäki Cocks (2) - 2009: Riihimäki Cocks (3) - 2010: Riihimäki Cocks (4) - 2011: HC West - 2012: HC West (2) - 2013: Riihimäki Cocks (5) - 2014: Riihimäki Cocks (6) - 2015: Riihimäki Cocks (7) - 2016: Riihimäki Cocks (8) - 2017: Riihimäki Cocks (9) - 2018: Riihimäki Cocks (10) - 2019: Riihimäki Cocks (11) |